# Рассказ служанки
«Рассказ служанки»  (англ. The Handmaid's Tale) — антиутопический роман канадской писательницы Маргарет Этвуд, впервые опубликованный в 1985 году. Действие романа происходит в фантастической версии Новой Англии близкого будущего — жестоком кастовом обществе под названием Республика Галаад, где к власти пришли религиозные радикалы. Главная героиня, «служанка» Фредова (англ. Offred, то есть «принадлежащая человеку по имени Фред»), должна выносить ребенка для высокопоставленного Командора вместо его считающейся бесплодной жены. Этвуд исследует темы угнетения женщин и осознанности выбора в обществе.

## Описание
Название книги отсылает к «Кентерберийским рассказам» Джефри Чосера, где названия связанных частей книги строились подобным образом. В романе чередуются «ночные» главы, посвященные исключительно Фредовой и её переживаниям, и «дневные» части из нескольких глав, показывающие окружение героини, судьбы других служанок и жизнь Гилеада; действие перемещается из настоящего в прошлое и обратно.
Маргарет Этвуд утверждала, что не считает свою книгу «научной фантастикой», предпочитая термин speculative fiction: по её словам, книги первого рода описывают вещи, которые не могут пока произойти, вроде путешествия в другую вселенную, в то время как действие книг второго рода происходит на Земле, и появляющиеся в них вещи уже существуют в том или ином виде; Этвуд подмечала тенденции, уже существующие в Америке 1980-х годов, и в своей прозе намеренно доводила их до «логического завершения».

## Награды и номинации
Роман был удостоен Премии генерал-губернатора в 1985 году и Премии Артура Кларка в 1987 году, непосредственно после основания этой премии. Он также был номинирован на премию «Небьюла» и Букеровскую премию в 1986 году, а также премию «Прометей» в 1987 году.

## Адаптации
Роман несколько раз был экранизирован — включая фильм 1990 года и телесериал 2017 года; кроме того, существует ряд сценических адаптаций, включая одноимённую оперу. 

## Продолжение
В 2019 году Маргарет Этвуд опубликовала продолжение романа «Рассказ служанки». События, описываемые в романе «Заветы», происходят спустя 17 лет после периода, охваченного романом «Рассказ служанки». 